# Argema
Genre
Argema est un genre de lépidoptères (papillons) de la famille des Saturniidae et de la sous-famille des Saturniinae.

## Systématique
Le genre Argema a été décrit en 1858 par le zoologiste suédois Hans Daniel Johan Wallengren, avec pour espèce type Saturnia mimosae Boisduval, 1847.

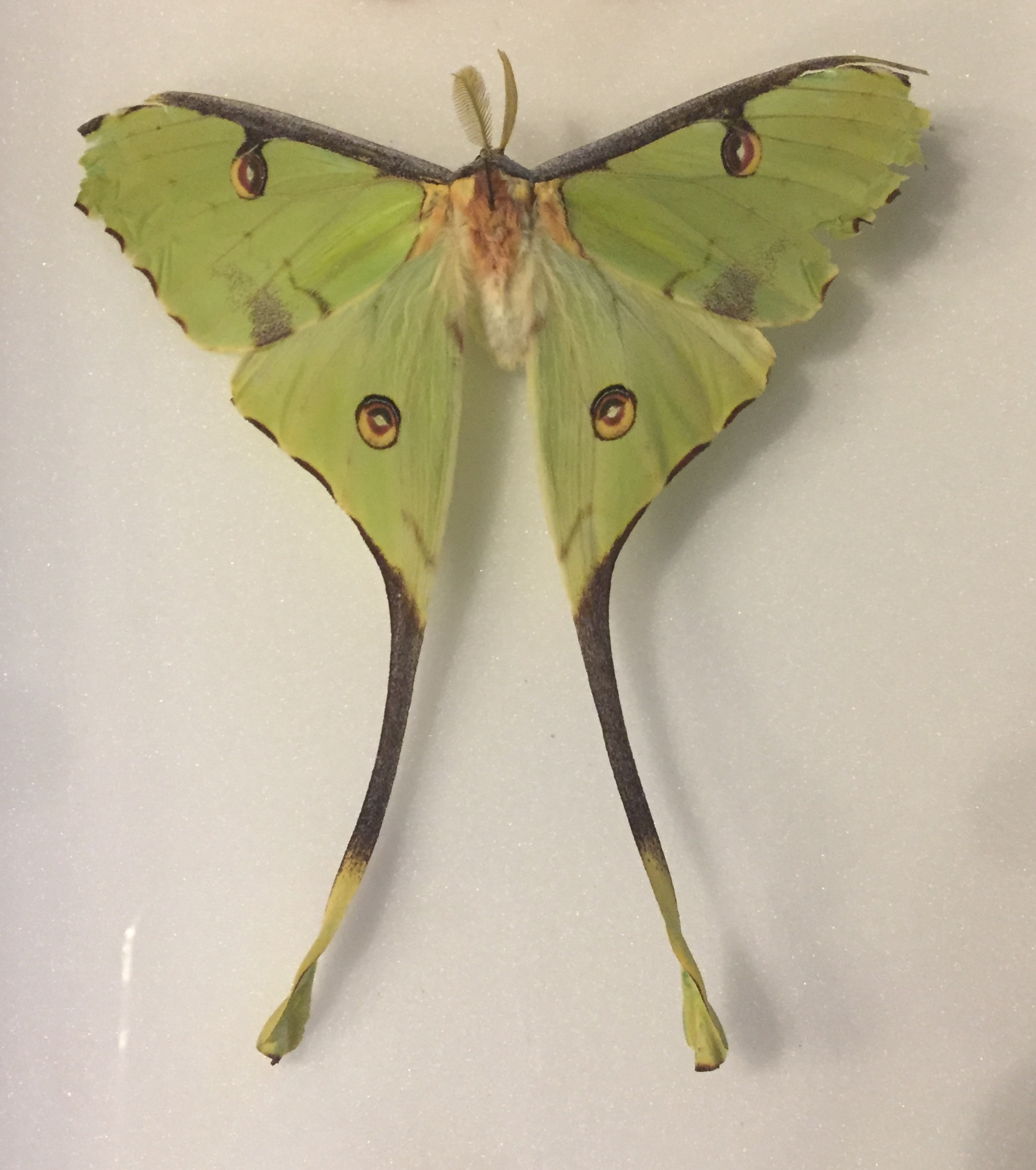
Un argema mimosae male

Il a pour synonymes :
- Angas Wallengren, 1865
- Cometesia Bouvier, 1928

## Liste des espèces
Selon Kitching et al., 2018 :
- Argema besanti Rebel, 1896
- Argema fournieri Darge, 1972
- Argema kuhnei Pinhey, 1969
- Argema mimosae (Boisduval, 1847)
- Argema mittrei (Guérin-Meneville, 1847)

## Galerie

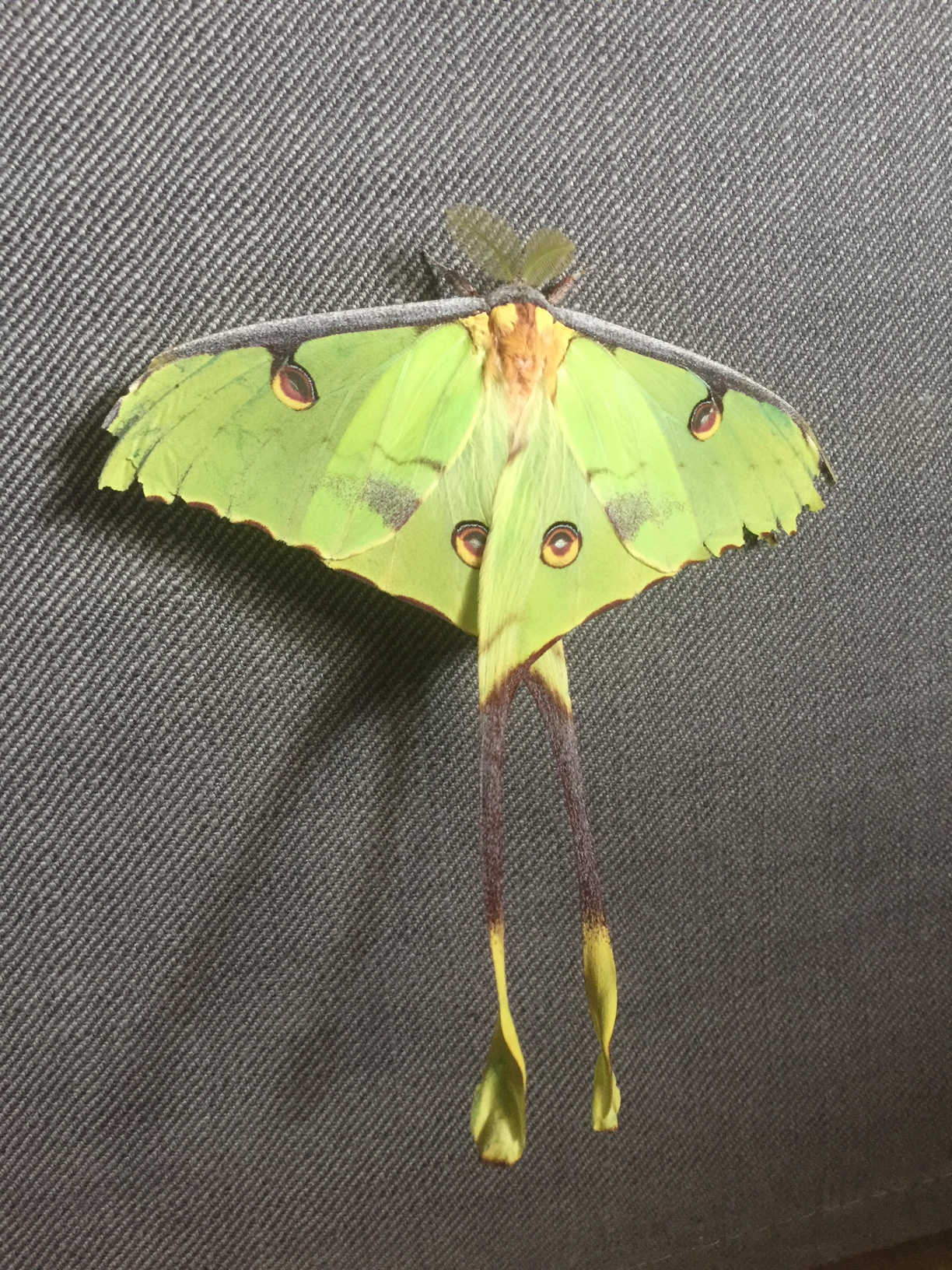
Argema mimosae male
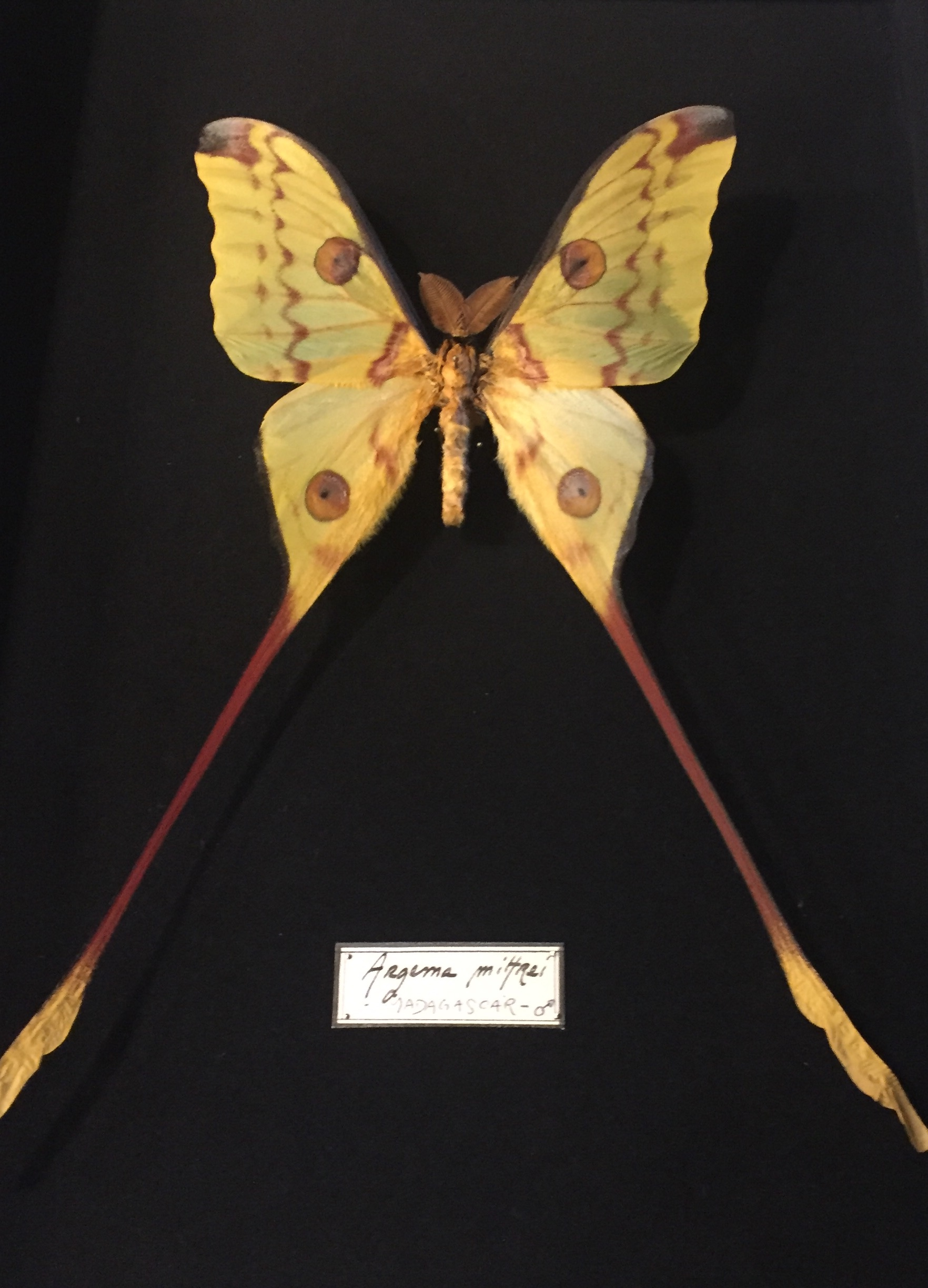
Un argema mittrei male
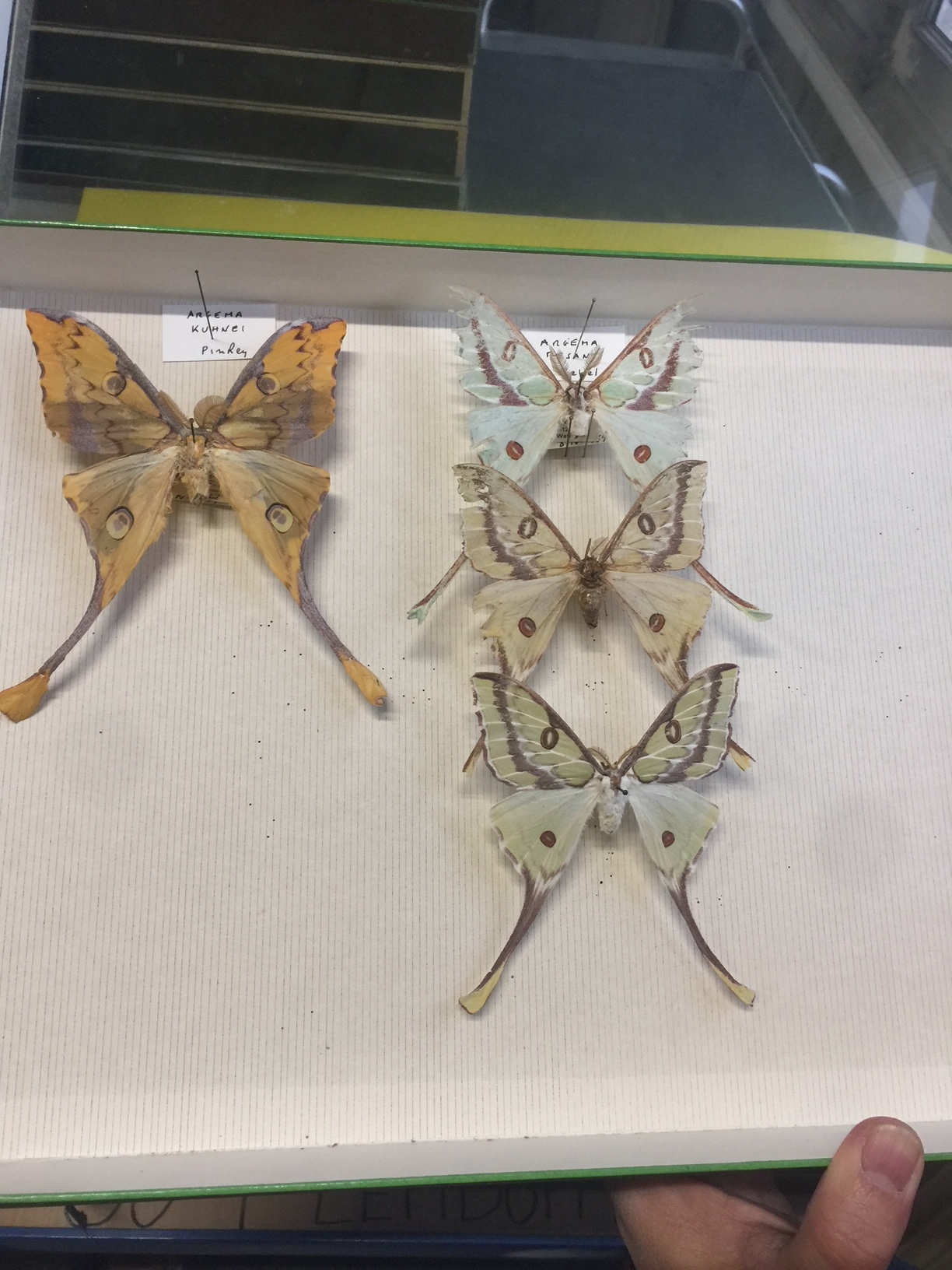
Argema besanti et argema kuhnei au MNHN de Paris